# Omán en los Juegos Olímpicos de Seúl 1988
Omán estuvo representado en los Juegos Olímpicos de Seúl 1988 por ocho deportistas masculinos que compitieron en tres deportes.
El portador de la bandera en la ceremonia de apertura fue el tirador Abdul Latif Al-Bulushi. El equipo olímpico omaní no obtuvo ninguna medalla en estos Juegos.